# White Tiger (álbum)
White Tiger es el álbum debut de la banda de Glam Metal, White Tiger, lanzado en 1986 para el sello discográfico E.M.C Records, contiene 10 canciones de las que resaltan son Rock Warriors, Runaway y Live To Rock.
St. John y Donato pronto formaron White Tiger. Habían escrito la mayor parte del material para el álbum a mediados de 1985 y se propusieron completar una formación con la que grabar. La banda también incluía al hermano menor de St. John, Michael, en el bajo, pero se completó con la incorporación de Brian James Fox en la batería. Si bien el lanzamiento independiente funcionó bien en ese nivel vendiendo unas 50,000 copias, y la banda actuó en California, White Tiger se unió a Garry Lane, propietario de Logic Productions, quien promocionó a muchas de las mejores bandas en Los Ángeles. St. John y Lane se hicieron buenos amigos al reunirse por segunda vez en Trojan Studios en Garden Grove, California. 

## Historia
Unos meses más tarde, después de firmar con EMC Records, lanzaron el debut homónimo White Tiger, que si bien recibió elogios relacionados con la composición de canciones, fue sin embargo criticada por su mala producción. En cualquier caso, no tuvo un éxito significativo y pasó desapercibido, también porque fue producido por una pequeña etiqueta. El sello, que no veía un futuro prometedor para el cuarteto, rechazó a la banda por falta de éxito. Se grabaron demostraciones para un posible segundo álbum, que debería haberse titulado On The Prowl , pero nunca se lanzaron debido a un contrato discográfico perdido.

## Años posteriores

### Ruptura
El proyecto, al no ver salidas, fue interrumpido en 1989 . St. John fundó la banda The Keep formada por St. John, el cantante Michael McDonald (el seudónimo con el que se presentó Michael Donato), el guitarrista Kevin Russell, el bajista Joey Mudarri y en la batería nada menos que Peter Criss, un conocido exmiembro de Kiss. Después de cambiar brevemente de bajista con Jim Barnes, St. John volvió a presentar a su hermano Michael Norton en enero de 1990 . Esta encarnación de The Keep, que incluía a casi todos los miembros de White Tiger, grabó algunos demos y asistió a algunos conciertos en California. Sin embargo, el sello comenzó a distanciarse de la banda recién nacida, también por la irrupción del movimiento grunge. Que cambió radicalmente las tendencias musicales de la época. Posteriormente, la banda se disolvió en 1991 cuando Peter Criss fundó su proyecto en solitario llamado "Criss".

## The Keep
The Keep sería un proyecto musical formado por Mark y Criss, la banda consta de Mark, Peter Criss, Michael Norton y David Donato o Michael McDonald para su proyecto. 
St. John hizo una demostración en 1990 con el exmiembro de Kiss, Peter Criss. Esta banda, conocida como Keep, se convirtió en lo que era esencialmente White Tiger, con Criss reemplazando a Brian Fox en la batería y David Donato reemplazando al vocalista original David MacDonald. Esta formación se presentó en vivo solo una vez, el 2 de mayo de 1990 en una clínica de percusión en la tienda de música Guitar Center en Lawndale, California.

### Otro final
Cuando la banda comenzó a comprar su demo (acreditado como Peter Criss), la respuesta fue universalmente negativa. Una demostración en casete para circular simplemente incluía "Love for Sale", "Long Time" y "All Night Long", aunque también habían cubierto el éxito de 1971 de Lee Michaels "Do You Know What I Mean", y tenían otro material original como "Entre líneas". A principios de 1991, la dificultad para comprar la demo y la necesidad de St. John de ganarse la vida llevaron a la fricción entre Criss y él, y dejó la banda (que finalmente se convirtió en Criss).

## Magic Bullet Tehory
Se creó una banda de corta duración con Phil Naro llamada Mark St. John Project que lanzó un EP de edición limitada en 1999, y también hizo una aparición en una exposición de Kiss en Nueva Jersey. Más tarde lanzó un CD totalmente instrumental en 2003 llamado Magic Bullet Theory.

## Crítica

### Tur y crítica
Si bien el lanzamiento independiente funcionó bien en ese nivel vendiendo unas 50,000 copias, y la banda actuó en California, White Tiger se unió a Garry Lane, propietario de Logic Productions, quien promocionó a muchas de las mejores bandas en Los Ángeles. St. John y Lane se hicieron buenos amigos al reunirse por segunda vez en Trojan Studios en Garden Grove, California. Ahí es donde a St. John y Lane se les ocurrió la idea de tocar en el legendario club conocido como The Hot Spot ubicado en Huntington Beach, California, propiedad de Gennie Gromet, quien era la exesposa de Dick Dale de la banda Dick Dale and the Del -Tonos.

## Lista de canciones
| Cara A |                         |              |          |  |
| N.º    | Título                  | Escritor(es) | Duración |  |
| 1.     | «Rock Warriors»         |              | 5:36     |  |
| 2.     | «Bad Time Coming»       |              | 4:46     |  |
| 3.     | «Runaway»               |              |          |  |
| 4.     | «Still Standing Strong» |              |          |  |
| 5.     | «Live To Rock»          |              | 4:06     |  |

| Cara B |                     |              |          |  |
| N.º    | Título              | Escritor(es) | Duración |  |
| 1.     | «Northern Wind»     |              | 5:11     |  |
| 2.     | «Stand And Deliver» |              | 4:38     |  |
| 3.     | «White Hot Desire»  |              | 4:37     |  |
| 4.     | «Love / Hate»       |              | 5:28     |  |

Fuente: Allmusic.

## Formatos
- White Tiger (CD, Album, Unofficial Release) - E.M.C. Records

- White Tiger (Casete, Album, Dolby HX Pro, B NR)	- E.M.C. Records

- White Tiger (Album, LP) - Airplay Recordings) - AR 5001

- White Tiger (CD, Album, Reissue, Remastered) - E.M.C. Records

- White Tiger (CD, Album, Reissue, Remastered, Unofficial Release) - E.M.C. Records

## Posición

### Álbum
| País           | Lista                   | Mejor posición | Ref.   |
| -------------- | ----------------------- | -------------- | ------ |
| Alemania       | German Albums Chart     | 25             | [ 2 ]  |
| Austria        | Alben Top 75            | 14             | [ 2 ]  |
| Canadá         | Canadian Albums Chart   | 41             | [ 3 ]  |
| Estados Unidos | Billboard 200           | 19             | [ 4 ]  |
| Finlandia      | Suomen virallinen lista | 4              | [ 5 ]  |
| Noruega        | Topp 40 Album           | 14             | [ 6 ]  |
| Países Bajos   | Album Top 100           | 17             | [ 7 ]  |
| Reino Unido    | UK Albums Chart         | 11             | [ 8 ]  |
| Suecia         | Sverigetopplistan       | 8              | [ 9 ]  |
| Suiza          | Schweizer Hitparade     | 9              | [ 10 ] |

## Curiosidades
- La banda supuestamente se llamaría después Keep, con los mismos miembros del White Tiger, espeto que Donato se cambió de banda.
- Solo sacaron dos álbumes, uno salió en 1986 y el otro en el año de 1999, tuvieron éxitos respetables pasando a platino.
- Las canciones fueron escritas por Donato y Mark para el primer álbum, el segundo fueron escritas por Mark.
- Mark murió en 2007 por un derrame cerebral y la banda se separó para siempre.
- David Donato murió en 2021 por complicaciones en la garganta y murió de asma.
- Michael Norton es el hermano menor de Mark.
- Brian Fox fue exmiembro de Silen Rage como baterista.
- Era una banda glam y de heavy, géneros populares de los 80.